# Funeral Oration
Funeral Oration — хардкор-панк гурт з Амстердама, Нідерланди. 
Гурт засновано у 1982 році. Гурт випустив численні мініальбоми, два касетних альбоми та сім повноформатних альбомів. Найвідомішим альбомом гурту став «Communion» (1985). Протягом 90-х років гурт тричі гастролював по США. 

## Історія
У 1982 році, на базі попереднього проекту Пітера Зиршкого, Last Warning, був створений гурт Funeral Oration.
Початковий склад гурту:
- Пітер Зиршкий (Peter Zirschky) — фронтмен, вокал,
- Феррі Фідом (Ferry Fidom) — барабани,
- Майк де Вір (Mike de Veer) — бас-гітара,
- Девід Малдер (David Mulder) — гітара.

Гурт провів кілька репетицій, ранні записи були включені до кількох збірок різних виконавців. Через кілька місяців гурт розпався.
У 1983 році Зиршкий розмістив оголошення в нідерландському панк-журналі Koekrand: «Потрібен басист, не обов’язково повинен бути хорошим, але повинен бути досить швидким». Він залучив до гурту бас-гітариста Вільяма Штайнхойзера (William Steinhauser), і так сформував ядро гурту Funeral Oration. 
Перший гітарист гурту, Девід Малдер, покинув гурт невдовзі після запису їхнього першого демо "There's Nothing Left To Laugh About" у вересні та їх першого концерту у жовтні 1983 року. Пітер Зиршкий взяв на себе обов'язки гітариста.
На початку 1984 року була записана ще одна демо-касета — The Godsend. Обидва демо-записи отримали схвальні відгуки в Maximum Rock'n'Roll та інших панк-зинах. Лише восени 1984 року їхня музика нарешті потрапила на вініл, коли було випущено власно створений 12-дюймовий міні-альбом "Shadowland".
Наступний рік приніс нового гітариста, Тоса Ньювенхейзена (Tos Nieuwenhuizen ) (екс учасник гурту Jezus and the Gospelfuckers), і дебютний альбом «Communion», випущений на лейблі Diehard Records у 1985 році. Влітку 1985 року гурт Funeral Oration гастролював по Німеччині та Іспанії разом з гуртом Gepopel. Наприкінці 1985 року гурт покинув гітарист Тос. Його змінив Хайо Буунк (Hayo Buunk), і в квітні 1986 року був записаний новий мініальбом "Survival".
Їхній другий альбом, під простою назвою «Funeral Oration», побачив світ у 1987 році, і того ж року гурт покинув барабанщик Феррі Фідом. З новим барабанщиком Еріком Янсеном (Erik Jansen) склад гурту не змінювався протягом десяти років.
Міні-альбом «The More We Know» був випущений у 1989 році. Наприкінці року був записаний матеріал для нового альбому, але перерва діяльності гурту спричинила його пізній реліз — альбом «Say No To Life» був виданий лише у 1993 році на лейблі WRF Records.
Після майже п'яти років мовчання чотири учасники гурту увійшли в студію Bunt в Утрехті, щоб записати свій дебютний компакт-диск "Punk Rock Nation" з продюсером Менно Баккером (Menno Bakker). Альбом був випущений лейблом WRF Records у 1994 році.
Гурт підписав контракт з американським лейблом Hopeless Records. У 1995 році гурт випустив однойменний реліз Funeral Oration.
На початку 1997 року альбом «Communion» було перевидано на компакт-диску (з додаванням мініальбому «Shadowland») німецьким лейблом Nasty Vinyl.
Лейбл Hopeless Records випустив останні два студійні альбоми гурту — «Believer» (1997) і «Survival» (1998), і збірник «Discography» 2xCD, який зібрав більшість їхніх найкращих пісень, записаних протягом 15+ років існування, але також деякий рідкісний, неопублікований і живий матеріал. 
У 1997 році Вінсент Тьоа (Vincent Tjoa) приєднався до гурту як другий гітарист, але цей склад з п'яти учасників проіснував недовго, оскільки Хайо Буунк покинув гурт ще до запису альбому "Survival".
Funeral Oration здійснили три тури по Америці протягом трьох років поспіль — у 1996, 1997 та 1998 роках, рекламуючи кожен із своїх релізів Hopeless Records. 
Студійний запис, який відбувся на лейблі Westbeach Studios у Голлівуді, штат Каліфорнія, наприкінці їхнього туру по США в 1998 році, залишається останнім матеріалом, який Funeral Oration коли-небудь записав і випустив.
До кінця десятиліття гурт розпався.

## Дискографія

### Демо
- There's Nothing Left To Laugh About cassette (self-released, 1983)
- The Godsend cassette (self-released, 1984)

### Мініальбоми
- Shadowland 12" (self-released, 1984)
- Survival 7" (Remedy, 1986)
- The More We Know 7" (Loony Tunes, 1989)
- What Is It? 7" (Hopeless, 1995)
- Stop For A Moment/Expanding 7" flexi (Hopeless/Flipside, 1995)

### Альбоми
- Communion LP (Diehard, 1985)
- Funeral Oration LP (Swaddle, 1987)
- Say No To Life LP (WRF, 1993 /recorded in 1989/)
- Punk Rock Nation CD (WRF, 1994)
- Funeral Oration CD/LP/cass (Hopeless, 1995)
- Believer CD/LP/cass (Hopeless, 1997)
- Survival CD/LP/cass (Hopeless, 1998)
- Discography 1983-1998 2CD (Hopeless, 1999)

### Перевидання
- Communion LP (Weckewerk, 1989)
- Communion/Shadowland CD (Nasty Vinyl, 1997)
- The Godsend LP (Neder Again Records, 2008 /bootleg/)
- The Godsend LP (Pain Of Mind/Gummopunx Records, 2011)

### Збірники
- Raw War tape (Xcentric Noise, 1983)
- Holland Hardcore 2nd Attack tape (Er Is Hoop, 1984)
- Funeral Oration/Gepøpel split tape (BCT, 1985)
- I've Got An Attitude Problem EP (BCT/Loony Tunes, 1987)
- Remedy Records sampler 4-way split LP (Remedy, 1988)
- Welcome To Our Scene LP (WRF, 1990)
- Punk SucksCD (Liberation Records, 1996)
- Chicago vs. Amsterdam CD/EP (Hopeless, 1996)
- Hopelessly Devoted To You CD (Hopeless, 1996)
- Hopelessly Devoted To You Too CD (Hopeless, 1998)
- Take Action! CD (Sub City Records, 1999)
- Hopelessly Devoted To You, vol. 3 CD (Hopeless, 2000)
- Holland Hardcore 2nd Attack Double LP (Abuse Records, Hand numbered and Limited to 1000)